# Schroeder Spur
Der Schroeder Spur ist großer Gebirgskamm im Norden des ostantarktischen Viktorialands. In den Usarp Mountains erstreckt er sich am Südende der Daniels Range südlich des Edwards-Gletscher und parallel zum Thompson Spur.
Der United States Geological Survey kartierte ihn anhand eigener Vermessungen und Luftaufnahmen der United States Navy aus den Jahren von 1960 bis 1963. Das Advisory Committee on Antarctic Names benannte ihn 1970 nach Lauren A. Schroeder, Biologin des United States Antarctic Research Program auf der McMurdo-Station von 1967 bis 1968.